# Furiant
La furiant o furianta es una rápida y feroz danza bohemia en compás de 2/4 y 3/4, con frecuentes cambios de acentuación.
La forma estilizada de la danza fue utilizada a menudo por compositores checos como Antonín Dvořák en su octava danza dentro de su serie de Danzas eslavas y en su Sinfonía n.º 6, y por Bedřich Smetana en La novia vendida y en sus Danzas checas. El empleo de la furiant por los compositores centroeuropeos se asemeja a su uso de la dumka, una danza que a veces precede a la furiant.